# Lengua minoritaria

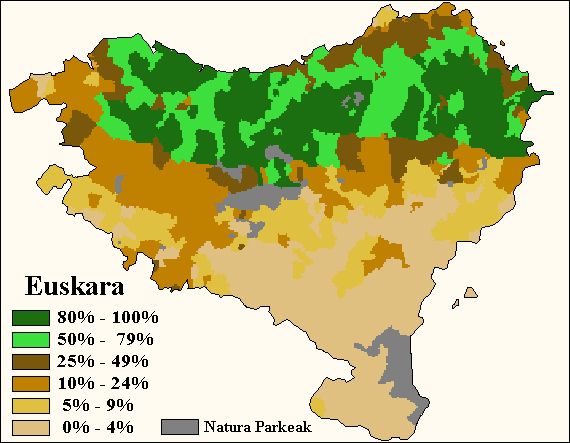
De las lenguas de Europa el euskera es una lengua minoritaria e históricamente minorizada. En la actualidad es oficial en la comunidad autónoma del País Vasco y en la parte norte de la Comunidad Foral de Navarra; sin embargo no lo es en el País Vasco Francés ni en la llamada Zona Mixta de Navarra.

Lengua minoritaria o idioma minoritario son locuciones de sociolingüística que hacen referencia a un idioma que en una comunidad es utilizado por un pequeño número de usuarios. Es un concepto que describe la situación de una lengua respecto a su implantación. Difiere del concepto «lengua minorizada» en que se considera que la causa de esta reducción en su implantación es por la acción de los que promueven el idioma dominante. En todo caso, no son sinónimos y no siempre una lengua minorizada es minoritaria, aunque tienda a ello. Sin embargo, en la mayor parte de los casos hace referencia a lenguas amenazadas, utilizándolo como eufemismo de lengua minorizada.
Es un término relativo, al tomar como referente un territorio más o menos amplio. De esta forma, en la Carta Europea de las Lenguas Minoritarias o Regionales (que es un tratado internacional de Estados del Consejo de Europa para defender lenguas minoritarias), se establece que son minoritarias las que no son oficiales en el Estado o, si lo son, se encuentran en franca debilidad. Por ello, por ejemplo, el catalán puede ser considerado como lengua minoritaria con respecto a España, sin serlo en su territorio (idioma habitual de unos 4,4 millones de personas; además, son capaces de hablarlo unos 7,7 millones y es comprendido por cerca de 10,5 millones de personas).

## Clarificación de los conceptos minoritario y minorización

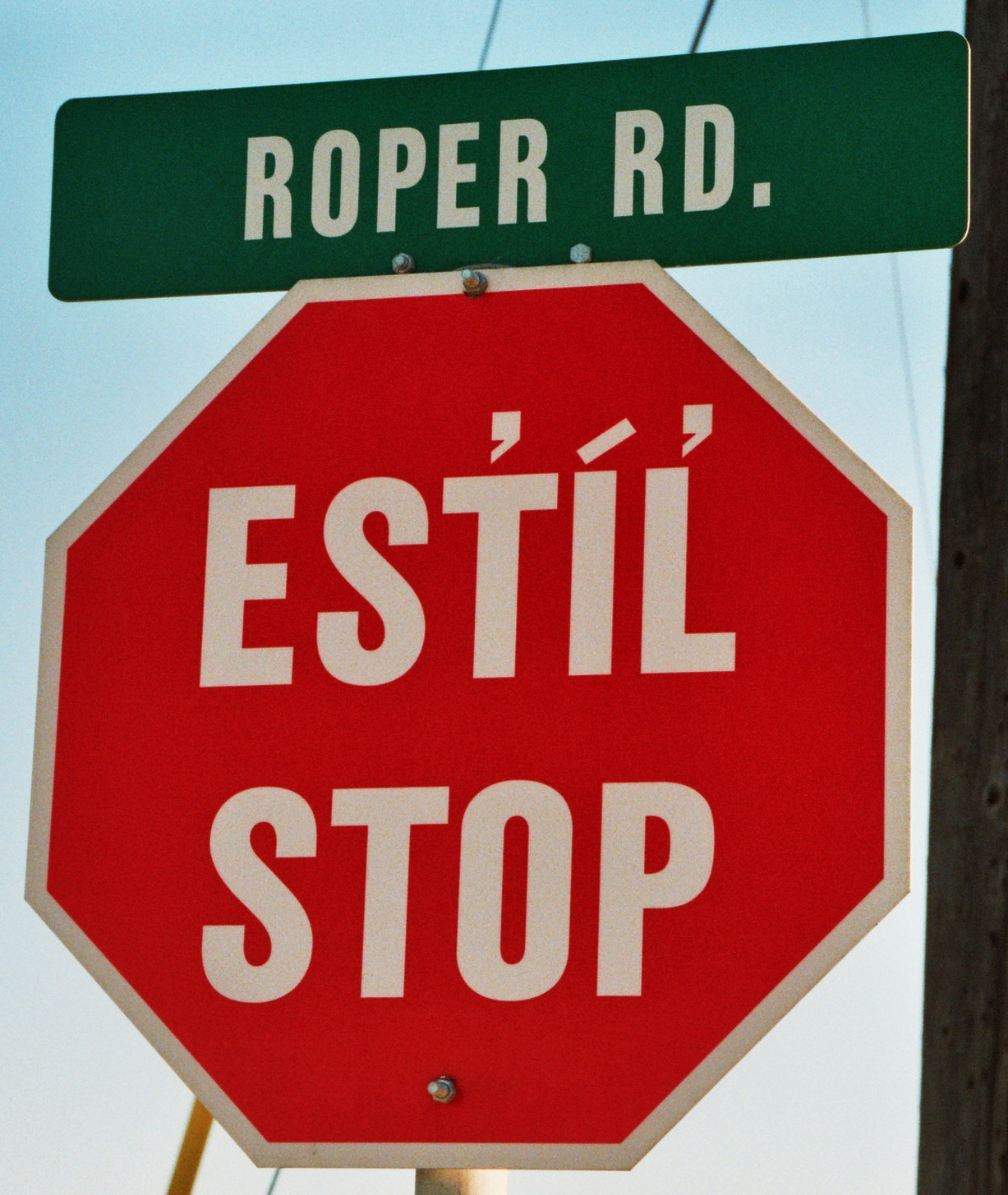
Utilización de Shuswap, una lengua minoritaria, en una señal de tráfico en la reserva india de Bonaparte en Columbia Británica (Canadá).

Puede haber casos donde una lengua sea minoritaria en su comunidad pero no esté minorizada, como fue el caso del idioma de los colonizadores en África y América que aunque eran lenguas minoritarias se convirtieron en idiomas vehiculares. En otros casos una lengua no es minoritaria como el catalán (depende del ámbito territorial, es minoritaria si tomamos España como referente, mas no si tomamos uno de sus territorios como es Cataluña) pero que históricamente ha sufrido una sustitución lingüística. En otros casos un idioma no minoritario, como el alemán, está minorizado en algunos territorios, como por ejemplo en Alsacia (el francés es el único oficial en este territorio que hoy pertenece a Francia).